# Науковий прилад
Науковий прилад — пристрій або інструмент, який використовується для наукових цілей, включаючи вивчення як природних явищ, так і теоретичних досліджень.

## Історія
Історично визначення наукового інструменту змінювалося залежно від використання, законів та історичного періоду часу. До середини XIX століття такі інструменти називали «натурфілософськими» або «філософськими» апаратами та інструментами, а старіші інструменти від античності до середньовіччя (такі як астролябія та маятниковий годинник ) не піддаються більш сучасному визначенню «інструмент, розроблений для якісного чи кількісного дослідження природи». Наукові прилади виготовляли виробники, які проживали поблизу навчального  або дослідницького  центру, такого як університет чи дослідницька лабораторія. Виробники проєктували, виготовляли та вдосконалювали інструменти для певних цілей, але якщо попит був достатнім, інструмент надходив у виробництво як комерційний продукт.
В описі використання евдіометра Яном Інгенхаузом для демонстрації фотосинтезу  біограф зауважив: «Історія використання та еволюції цього приладу допомагає показати, що наука — це не просто теоретичне дослідження, а й діяльність, заснована на інструментальній основі, яка являє собою коктейль інструментів і технік, занурених у соціальне середовище в рамках спільноти практиків. Було показано, що евдіометр є одним з елементів  цієї комбінації, який об'єднав цілу спільноту дослідників, навіть коли вони мали  розбіжності щодо значущості та правильного використання цієї речі».
До Другої світової війни попит на вдосконалений аналіз продуктів воєнного часу, таких як ліки, паливо та бойові отруйні речовини, підняв приладобудування на нові висоти. Сьогодні зміни в інструментах, що використовуються в наукових дослідженнях, особливо в аналітичних приладах, відбуваються швидко, при цьому все більш необхідними стають підключення до комп'ютерів і систем управління даними.

## Галузь застосування
Наукові прилади значно відрізняються за розміром, формою, призначенням та  складністю будови. Вони включають відносно просте лабораторне обладнання, таке як ваги, лінійки, хронометри, термометри тощо. Іншими простими інструментами, розробленими наприкінці XX або на початку XXI століття, є Foldscope (оптичний мікроскоп), SCALE (періодична таблиця KAS),  MasSpec Pen (ручка, яка виявляє рак), глюкометр тощо. Однак деякі наукові прилади можуть бути досить великими за розміром і значними за  складністю, як-от колайдери частинок або антени радіотелескопів. І навпаки, мікромасштабні та нанорозмірні технології розвиваються до такої міри, що розміри інструментів зміщуються до  крихітних, включаючи нанорозмірні хірургічні інструменти, біологічні нанороботи та біоелектроніку.